# Macrohoughia marmorata
Macrohoughia marmorata là một loài ruồi trong họ Tachinidae.